# ウッティング・アム・アンマーゼー
ウッティング・アム・アンマーゼー (ドイツ語: Utting am Ammersee) は、ドイツ連邦共和国バイエルン州オーバーバイエルン行政管区のランツベルク・アム・レヒ郡に属す町村（以下、本項では便宜上「町」と記述する）である。

## 地理

### 自治体の構成
この町は、公式には3つの地区 (Ort) からなる。このうち小集落や孤立農場などを除く集落を以下に列記する。
- ホルツハウゼン
- ウッティング・アム・アンマーゼー

## 歴史
ウッティングに人が定住した最も古い痕跡は、紀元前2世紀のケルト人の防塁跡である。ローマ時代にはクラウディア・アウグスタ街道の脇街道がウッティングの傍を通っており、この街の定住が続いていたことが推測される。
「ウッティング」という地名は、ゲルマン人の人名 Uto、Utto あるいは Outo に由来する。語尾の "-ing" は「...に属すもの」を意味する。従って「ウッティング」とは「Uttoの配下の定住地」を示している。
1122年にウッティングは初めて文献に記録されている。1458年、ベネディクト会のハイリゲンベルク修道院が新設されたことにより、ウッティングはその上位修道院であるアンデクス修道院の所領となった。この村はバイエルン選帝侯領の一部で、閉鎖ホーフマルク（農場共同体としての村）を形成しており、1803年に修道院が廃止されるまでウッティングがその首邑であった。バイエルンの行政改革に伴う1818年の市町村令によって現在の自治体が成立した。1972年に、それまではリーデン（現在はディーセン・アム・アンマーゼーの一部）に属していたホルツハウゼンがウッティングに合併した。
ミュンヘンから近くアンマー湖沿いの牧歌的な立地であることからウッティングやホルツハウゼンには人気の芸術家コロニーが形成された。芸術家グループ "Scholle" や "Simplicissimus" のメンバーらはホルツハウゼンに住み、あるいは長期滞在した。
1944年8月から1945年4月22日に撤廃されるまでウッティングにはダッハウ強制収容所のランツベルク／カウフェリンク外部収容所群第5収容所があった。収容者達は製革工場で強制労働をさせられた。1944年から1945年4月26日までは第10収容所も設けられ、こちらの収容者達は航空機の地下工場建設の作業を強いられた。ウッティングとホルツハウゼンの間の道路添いの森にある強制収容所墓地には27名の犠牲者の記念碑が建てられている。

### 人口推移
- 1970年 2,652人
- 1987年 2,933人
- 2000年 3,759人
- 2006年 4,005人

## 行政
町長はフローリアン・ホフマン (CSU) である。町議会は16人の議員からなる。

### 姉妹都市
- オーレー（フランス、モルビアン県）1977年

## 経済と社会資本

### 教育
- 国民学校 1校

### 職業訓練
- BVS (Bildungszentrum der Bayerischen Verwaltungsschule) ホルツハウゼン・アム・アンマーゼー

## 文化と見所

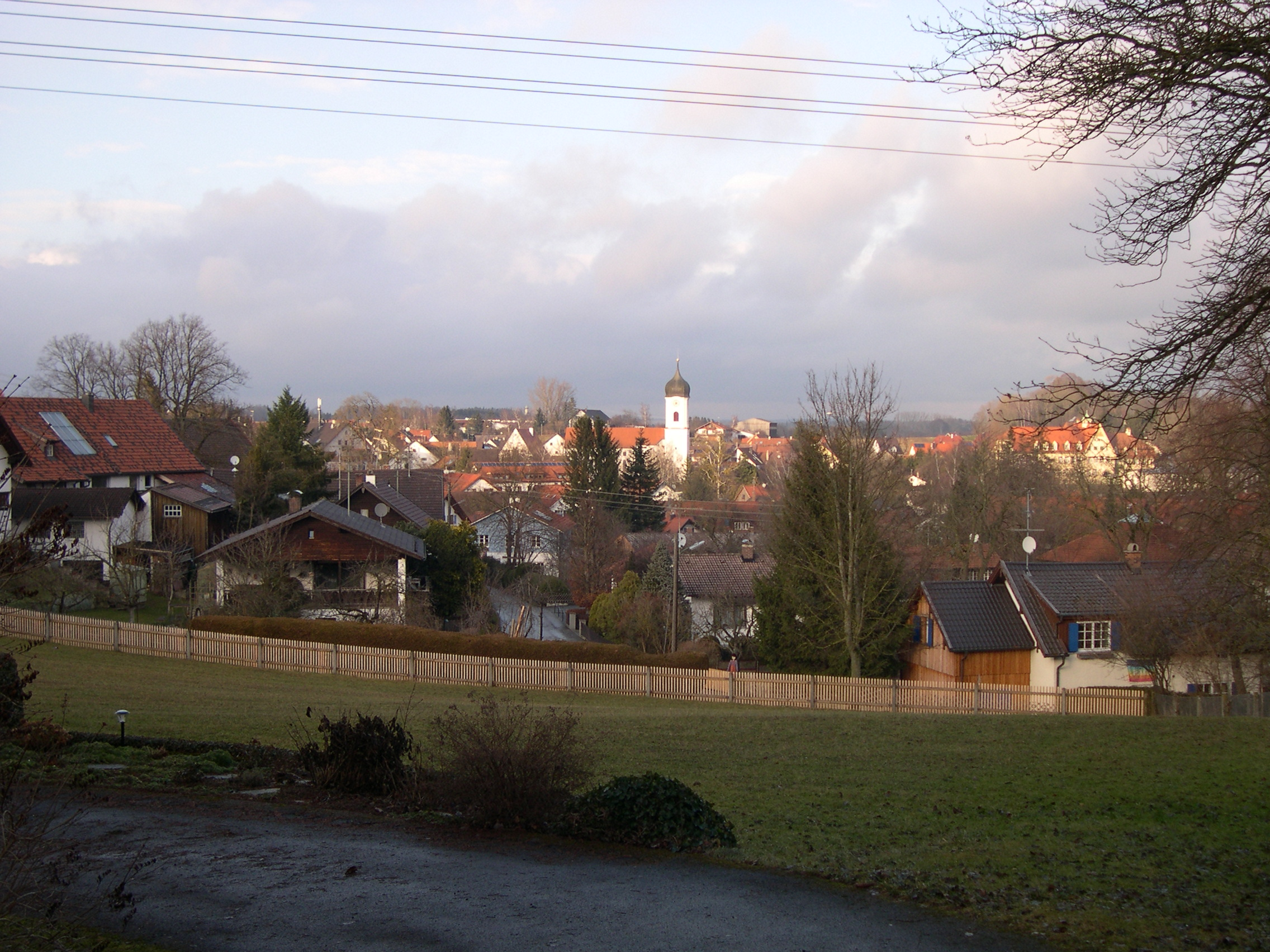
ウッティング・アム・アンマーゼー

### 建築
- 聖レオンハルト教会: 修道院建築家ミヒャエル・ナッターによるバロック様式のホール式教会。1707年から1712年に建設。
- ケルトの防塁跡: 町の中心から西に1.5kmに位置する保存状態の良い方形防塁跡。紀元前2世紀。
- ローマ街道跡: アウクスブルク - ブレンナー間のローマ街道跡。
- 芸術家ガシュタイガー邸: 芸術家ガシュタイガー夫妻の邸宅。広い庭、家屋と小美術館がある。1913年完成。
- 旧水浴場: 高さ10mの木製の飛び込み台がある。
- ウッティング休暇村のビアガーデン

### 自然体験
- アンマーゼー＝レヒ自転車道・遊歩道
- アンマー＝アムパー自転車道・遊歩道
- ゼーホルツ自然保護地区

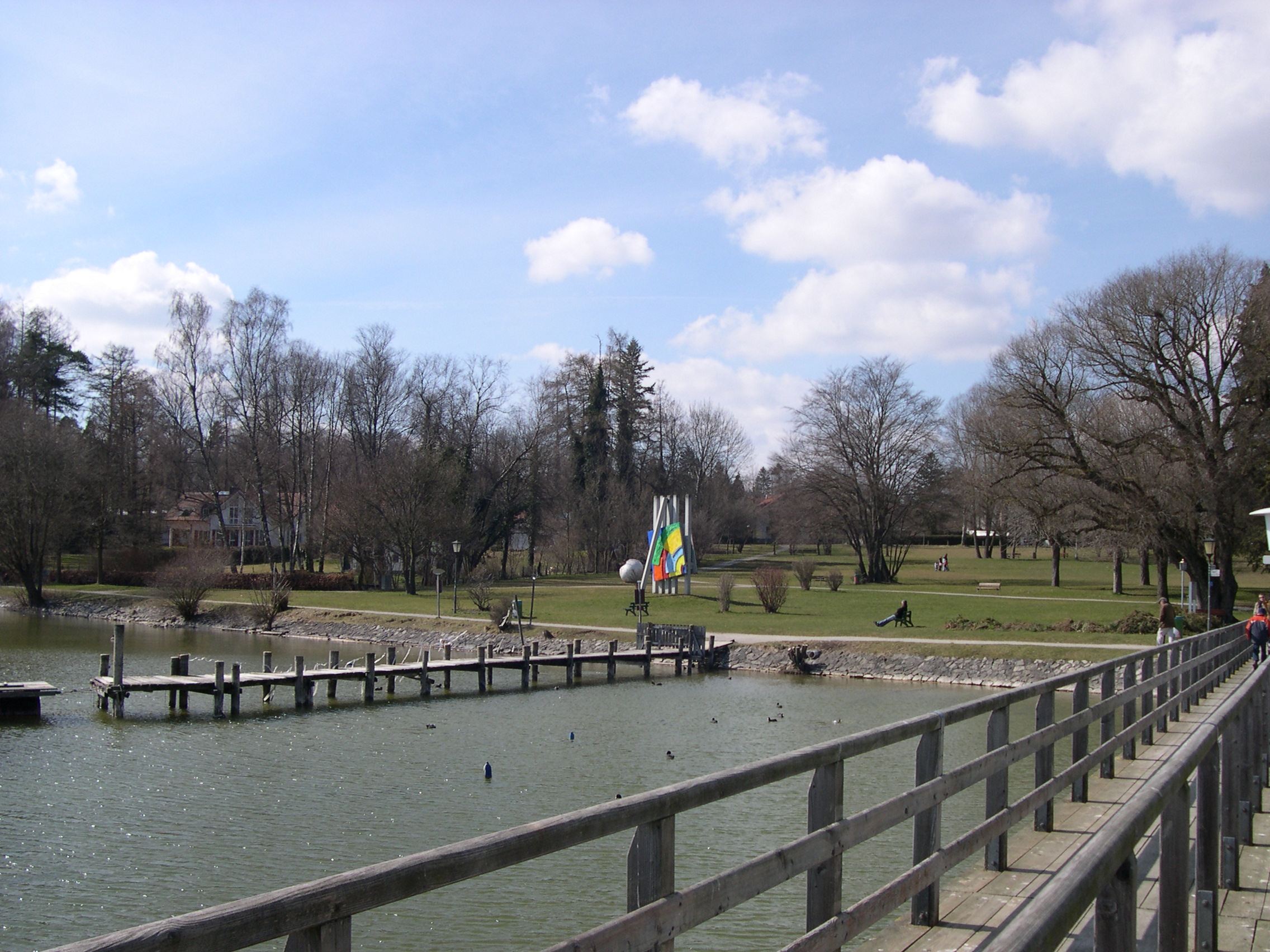
夏公園

- ミニゴルフ場やキャンプ場のあるウッティング休暇村
- 夏公園
- アンマー湖の観光船

### 年中行事
- キャンプ場でのゼーフェスト（6月）
- レガッタ
- 夏公園での手工芸市（7月）
- 夏公園でのゼービューネ（7月）1997年から毎年開催されるプロ、アマチュア俳優による演劇。毎年ゴルドーニからシェイクスピアまで、フローリアン・ミュンツァーの演出による野外演劇が楽しめる[4]。
- ホルツハウゼンのカトリック教会の教区祭（7月）
- レオンハルトの騎行（11月）
- 村の泉のクリスマスプレゼント市（11月）
- 冬至のたいまつ祭（12月）

## スポーツ
この町最大のスポーツクラブはTSVウッティングで、バドミントン、バスケットボール、Eisstockschiessen (de)、サッカー、スキー、卓球、体操と様々な種目が用意されている。またウッティングにはヨットクラブがいくつかある。

## 引用
1. ↑  https://www.statistikdaten.bayern.de/genesis/online?operation=result&code=12411-003r&leerzeilen=false&language=de Genesis-Online-Datenbank des Bayerischen Landesamtes für Statistik Tabelle 12411-003r Fortschreibung des Bevölkerungsstandes: Gemeinden, Stichtag (Einwohnerzahlen auf Grundlage des Zensus 2011)
2. ↑  Bayerische Landesbibliothek Online
3. ↑  Gedenkstätten für die Opfer des Nationalsozialismus. Eine Dokumentation, Band 1. Bundeszentrale für politische Bildung, Bonn 1995, ISBN 3-89331-208-0, S. 196
4. ↑  ゼービューネ・ウッティングの情報サイト